# Улица Самойловой (Санкт-Петербург)
Улица Само́йловой — улица во Фрунзенском районе Санкт-Петербурга. Проходит от улицы Салова до Нефтяной дороги в историческом районе Волково.

## История

Медаль, вручаемая лауреату Нобелевской премии

Сначала называлась Нобелевской улицей (Нобельской), рядом находились керосиновые склады Нобеля.
6 октября 1923 года получила своё нынешнее название улица Самойловой в честь революционерки и коммунистки, деятеля женского пролетарского движения Конкордии Николаевны Самойловой (1876—1921).

## Объекты

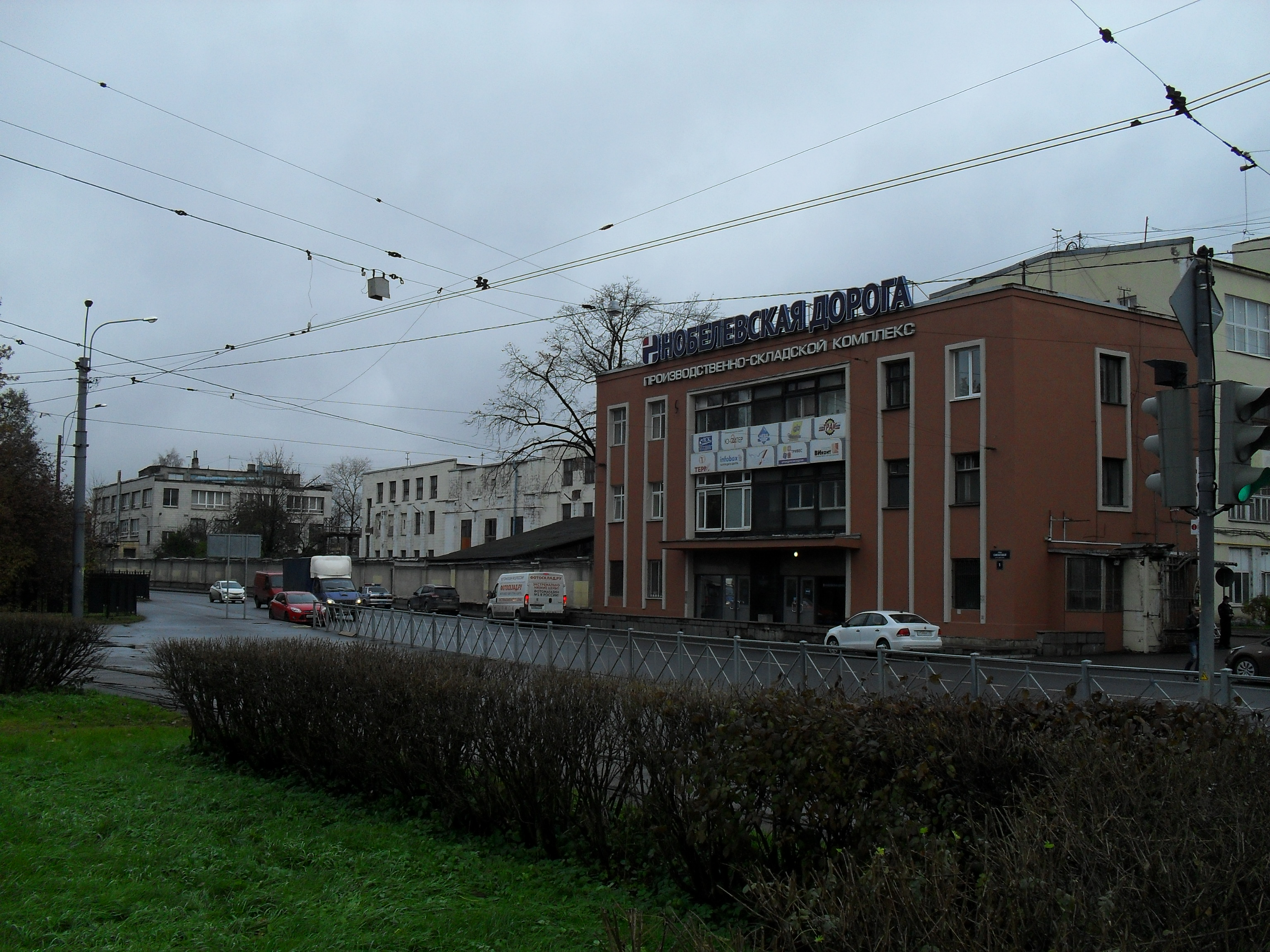
Складской комплекс «Нобелевская дорога» в доме 5 напоминает о том, что раньше улица носила имя Нобеля

Между улицей Самойловой и железной дорогой располагается карбюраторный завод, более известный сегодня как OOO «PEKAR». У примыкания Мгинской улицы находится трамвайное разворотное кольцо, называющееся «Карбюраторный завод».
Примерно на половине своего протяжения улица проходит по границе лютеранской части Волковского кладбища.

## Пересечения
- Мгинская улица
- Дубровская улица